# Continuous Replenishment
Il Continuous Replenishment (CR) è una tecnica di gestione delle scorte tra fornitore e cliente. Il cliente mette a disposizione del fornitore i dati riguardanti il suo magazzino e sulle vendite effettuate. Il fornitore si prende l'impegno di elaborare questi dati e di mantenere le scorte del cliente ad un livello congiuntamente stabilito.
Per realizzare questo sistema occorre implementare dei sistemi, a volte complessi, per lo scambio di informazioni. 
Il vantaggi di questo sistema sono in termini di efficienza della catena di distribuzione con conseguente riduzione delle scorte. Un altro vantaggio è il permettere al fornitore di venire a conoscenza dei dati sulle vendite direttamente dal cliente e così in questo modo, si va a diminuire l'effetto Forrester.